# 猪崎宣昭
猪崎 宣昭（いざき のぶあき、1948年8月5日 - ）は、日本の映画監督。愛媛県出身。

## 来歴
日本大学藝術学部卒業。三船プロダクションに入社し斎藤光正に師事する。テレビドラマにおいてあらゆるジャンルの膨大な数の作品を手がけている。

## 主要作品

### 映画
プロデュース
- 四万十川（1991年）
- トラブルシューター（1995年）

助監督
- 金田一耕助の冒険（1979年）
- チェッカーズ SONG FOR U.S.A.（1986年）
- 海へ 〜See you〜（1988年）

監督
- ジェームス山の李蘭（1992年）
- 二流小説家　シリアリスト（2013年）

### テレビドラマ

#### 連続ドラマ
助監督
- 伝七捕物帳（1973年～1977年、日本テレビ）
- 破れ傘刀舟悪人狩り（1974年～1977年、テレビ朝日）
- 江戸特捜指令（1976年～1977年、TBS）
- 達磨大助事件帳（1977年～1978年、テレビ朝日）
- 新五捕物帳（1977年～1982年、日本テレビ）
- 日曜恐怖シリーズ（1978年、フジテレビ）

監督
（太字はメイン監督）
- 新 大江戸捜査網（1984年、テレビ東京）
- 大江戸捜査網（1991年、テレビ東京）
- 相棒 season3（2004年～2005年、テレビ朝日）
- 太閤記〜天下を獲った男・秀吉（2006年、テレビ朝日）
- 素浪人 月影兵庫（2007年、テレビ朝日）
- 京都地検の女 第4シリーズ（2007年、テレビ朝日）
- 新・京都迷宮案内5（2008年、テレビ朝日）
- ゴンゾウ 伝説の刑事（2008年、テレビ朝日）
- 東野圭吾 幻夜（2010年、WOWOW）
- 遺留捜査 第1シリーズ（2011年、テレビ朝日）
- 遺留捜査 第2シリーズ（2012年、テレビ朝日）
- TEAM -警視庁特別犯罪捜査本部-（2014年、テレビ朝日）
- 刑事7人 第1シリーズ（2015年、テレビ朝日）

#### 単発ドラマ
助監督
- 徳川家康と三人の女（2008年、テレビ朝日）

監督
- 衝動殺人・赤いランドセル（1994年、日本テレビ）
- 新・女検事 霞夕子6（1995年、日本テレビ）
- 待ち続けた女（1996年、日本テレビ）
- 女検事 霞夕子8（1996年、日本テレビ）
- 食卓のある風景（1996年、日本テレビ）
- 女検事 霞夕子9（1996年、日本テレビ）
- 女検事 霞夕子10（1997年、日本テレビ）
- 追跡（1997年、日本テレビ）
- 女検事 霞夕子11（1997年、日本テレビ）
- 女検事 霞夕子12（1997年、日本テレビ）
- 追跡2（1997年、日本テレビ）
- 女検事 霞夕子13（1998年、日本テレビ）
- 逃げる女（1999年、日本テレビ）
- 女検事 霞夕子14（1999年、日本テレビ）
- 女検事 霞夕子15（2000年、日本テレビ）
- 臨床心理士1（2000年、日本テレビ）
- 臨床心理士2（2000年、日本テレビ）
- 臨床心理士3（2001年、日本テレビ）
- 臨床心理士5（2002年、日本テレビ）
- 臨床心理士6（2002年、日本テレビ）
- 臨床心理士7（2002年、日本テレビ）
- 貴賓室の怪人（2002年、日本テレビ）
- 女検事 霞夕子19（2002年、日本テレビ）
- 女タクシードライバーの事件日誌（2003年、TBS）
- 女検事 霞夕子21（2003年、日本テレビ）
- 女検事 霞夕子22（2004年、日本テレビ）
- カードGメン・小早川茜7（2004年、TBS）
- 神父・草場一平の推理（2004年、テレビ朝日）
- 女タクシードライバーの事件日誌2（2004年、TBS）
- 女検事 霞夕子23（2004年、日本テレビ）
- 古都（2005年、テレビ朝日）
- 明智小五郎VS金田一耕助（2005年、テレビ朝日）
- カードGメン・小早川茜8（2005年、TBS）
- 神父・草場一平の推理2（2005年、テレビ朝日）
- 盗聴撃退!完全マニュアル-橘京子の調査報告書-（2005年、テレビ朝日）
- ふたつの祖国 ～東京・ソウル 愛と哀しみの絆～ （2005年、日本テレビ）
- 戦国自衛隊・関ヶ原の戦い　前編「さらば友よ」（2006年、日本テレビ）
- 復讐するは我にあり（2007年、テレビ東京）
- 女タクシードライバーの事件日誌4（2009年、TBS）
- 落日燃ゆ（2009年、テレビ朝日）
- 刑事シュート2 しゅうと&ムコの事件日誌（2010年、TBS）
- 女タクシードライバーの事件日誌6（2012年、TBS）
- 刑事魂（2012年、テレビ朝日）
- ヘヤチョウ（2017年、テレビ朝日）
- 赤バッヂ　警視庁捜査一課 刑事 月元公平（2019年、フジテレビ）

### 舞台
- アシバー～沖縄遊侠伝～（2018年、劇団昴）

| スタブアイコン | サブスタブ | この項目は、まだ閲覧者の調べものの参照としては役立たない、人物に関連した書きかけの項目です。この項目を加筆・訂正などしてくださる協力者を求めています（P:人物伝/PJ:人物伝）。 |